# NGC 6398
NGC 6398 (другие обозначения — ESO 139-18, AM 1738-614, PGC 60735) — спиральная галактика с перемычкой (SBa) в созвездии Павлин.
Этот объект входит в число перечисленных в оригинальной редакции «Нового общего каталога».